# Sierra de La Sagra
La Sagra ist ein Berg und kleines Gebirge im Norden der Provinz Granada in Spanien. Der Berg liegt im Gemeindegebiet der Gemeinden Huéscar und Puebla de Don Fadrique. Er bildet den höchsten Punkt des Subbetikums, eine der Außenzonen der Betischen Kordillere auf dem Altiplano Granadino und erhebt sich mit einer Doppelspitze (La Sagra und La Sagra Chica) bis auf 2.383 m über dem Meer. Auf seiner Nordseite auf einer Höhe von 1.530 m befindet sich seit 2004 das Observatorio Astronómico de La Sagra.

## Geologie
Der Berg besteht überwiegend aus Kalkstein und Mergel, die vor allem im Bereich des Gipfels deutliche zu Tage treten. Die einzelnen Bänke haben eine große Mächtigkeit und Härte. Tiefe Schluchten haben sich in die Flanken des Berges eingegraben. Das Gestein entstammt der Ablagerung von karbonatischem Material in einem Flachmeer. Während der Alpidischen Orogenese vor etwa 25 Mio. Jahren wurde dieses Material gefaltet und später herausgehoben. Deshalb kann man heute selbst auf dem Gipfel des Sagra Fossilien von Meerestieren finden.

## Geographie
Die Flanken des Berges sind etwa bis auf halbe Höhe bewaldet, Pinien- und Kiefernwälder herrschen hier vor. Am Westhang gibt es einen Forstweg, auf dem man bis zum Gipfel gelangen kann. Von dort reicht der Blick an klaren Tagen bis zur Küste von Almería. Auch die Europäische Hauptwasserscheide verläuft entlang des Gebirges.

## Flora
Am Fuße des Berges bis ca. 1600 m dominiert die Schwarzkiefer (Pinus nigra subsp. mauretanica). Im Unterholz finden sich unter anderem Kermes-Eiche, Genista cinerea,  Genista scorpius, Quercus lusitanica,  Berberís hispanica,  Eingriffeliger Weißdorn, Crataegus granatensis und Gewöhnliche Felsenbirne. Oberhalb der Baumgrenze kommen unter anderem Platycapnos saxicola, Zwerg-Pippau, Phyteuma charmelii, Valeriana globulariifolia, Biscutella sempervirens (= Biscutella laxa) und Anemone burseriana vor. Auf dem Fels dominiert Andryala agardhii. Eine endemische Pflanze ist der Steinbrech Saxifraga rigoi.